# グリーンランド・ドッグ
グリーンランド・ドッグ（英：Greenland Dog）とは、グリーンランド原産のそり引き用の犬種である。北方の古代犬種の一つであり、絶滅した同地原産のウェスト・グリーンランド・ドッグはこれの兄弟種であった。

## 歴史
人と共にグリーンランドに渡ってきて、5000年ほど前から存在していた古代犬種である。そりを引いたり狩猟に使われ、太古の昔から先住民と生活を共にしてきた。
1860～70年代には外来の犬が媒介した伝染病が広まり、グリーンランド原産の犬種は壊滅的なダメージを受けた。特に本種の兄弟種であったウエスト・グリーンランド・ドッグは頭数の減少が深刻で、純血種の繁殖が出来なくなりすぐに絶滅してしまった。しかし本種は何とか生き残り、唯一つのグリーンランド原産の固有種となった。
グリーンランド・ドッグは現在は原産地外でもペットとして飼育されている他、極めて体が丈夫なため、本来の使役であるそり犬としても人気がある。名高い冒険家にも好んで使われ、日本人でグリーンランド・ドッグを冒険に使った著名人は植村直己などがいる。

## 特徴
サバイバル精神に長け、零下50度の厳寒にも耐えられる分厚いコートを持ち、粗食にも耐える丈夫さを持つ。スピッツタイプの犬種で、骨太で筋肉質の体型をしている。力は強く、持久力も高い。立ち耳、ふさふさした垂れ尾でコートは厚く長めのダブルコート、毛色はブラック・アンド・タンやブラック・アンド・ホワイトなどバリエーションがある。体高は雄60cm前後、雌55cm前後で体重は雌雄共に30～32kgの大型犬。性格は誰に対しても非常に友好的で、番犬としては全く働けないほどであるが、自分がリーダーとして認めない人に対しては命令を一切受け付けない。しかし、主従関係をしっかりと示しておけば、多頭飼いにも向く家庭犬として飼育する事も出来る。体力は多いので、沢山の運動が必要である。寒さには極端に強いが、熱さにはかなり弱いので、夏期は扇風機やクーラーをつけて涼しくしてやる必要がある。